# SM U-102
SM U-102 – niemiecki okręt podwodny (U-Boot) typu U-57, jeden z 329 okrętów podwodnych służących w trakcie pierwszej wojny światowej w niemieckiej Cesarskiej Marynarce Wojennej. 
U-102 wszedł do służby 18 czerwca 1917 roku i został przydzielony do II Flotylli Okrętów Podwodnych. Jego pierwszym dowódcą został Kapitänleutnant Ernst Killmann, który pełnił funkcję do 25 listopada 1917 roku. 21 sierpnia 1917 roku na północny zachód od irlandzkiej wyspy Tory U-102 storpedował i uszkodził brytyjski uzbrojony liniowiec transatlantycki „Virginian” o pojemności 10 757 BRT.
26 listopada 1917 roku nastąpiła zmiana na stanowisku dowódcy okrętu, funkcję objął Kapitänleutnant Kurt Beitzen. Pod jego komendą U-102 zatopił cztery statki: 13 grudnia 1917 roku hiszpański „Noviembre” (3500 BRT), 21 lutego 1918 roku brytyjski „Cheviot Range” (3691 BRT), 3 marca 1918 roku brytyjski „Romeo” (1730 BRT), 24 czerwca 1918 roku duński „Caroline” (219 BRT).
Między 28 a 30 września 1918 roku w czasie powrotu z patrolu do bazy okręt wszedł na minę stanowiącą część Zagrody Minowej Morza Północnego i zatonął z całą załogą na wschód od Orkadów. Wrak U-102 odnaleziono w czasie sonarowego przeczesywania dna morskiego w 2006 roku, informacje potwierdzające identyfikację wraku uzyskano dzięki zbadaniu go przez nurków w roku 2007.
Okręt wziął udział w siedmiu patrolach bojowych, zatopił cztery statki o łącznej pojemności 9140 BRT i uszkodził jeden o pojemności 10 757 BRT.